# Stockholm (film 2013)
Stockholm è un film del 2013 diretto da Rodrigo Sorogoyen.
Due ragazzi si incontrano ad una festa e passano la notte insieme ma poi il mattino seguente tutto l'incanto vissuto poche ore prima sembra essere svanito.

## Trama
Madrid. Ad una festa un giovane si innamora a prima vista di una ragazza che però sembra poi sfuggirgli volendo tornare a casa. Il ragazzo abbandona tutti per seguire la ragazza che, a piedi, si allontana per prendere un taxi. Ne nasce un lungo corteggiamento che all'inizio sembra indispettire lei, che poi non appena mostra di essere un po' lusingata e un po' divertita, dà nuova linfa al ragazzo che così non la molla più mostrando un'insistenza davvero ammirevole.
Passeggiando, con abilità riesce a farla arrivare sotto casa sua, dove lei si convince ad entrare nell'androne del suo palazzo. Con una prova un po' folle lui le dimostra di essersi realmente innamorato e i due cominciano a conoscersi meglio e lei accetta di entrare nel suo appartamento. 
Entrambi si scoprono un po' e lei motiva la sua diffidenza con il fatto che proprio questa era la prima volta in cui usciva dopo un anno e mezzo, ma poi non vuole dare più dettagli sul perché. Lui, che le ha svelato il proprio nome, Bartolo, è sempre più attratto e fa di tutto per strapparle un bacio ma lei si stanca di dare spiegazioni e se ne va. Mentre scende le scale lui la raggiunge prendendo l'ascensore e, riagguantata al volo la bacia e la riporta nel suo appartamento.
La mattina seguente, dopo una nottata di passione felicemente condivisa, Bartolo vuole tornare subito alla sua vita normale e, dopo una rapida colazione, vorrebbe dedicarsi agli impegni della sua mattinata. Lei vorrebbe invece restare in casa, possibilmente con lui. Bartolo perde la pazienza e non coglie i segnali che lei dà riguardanti il suo stato di sofferenza mentale ereditati dal suo recente passato.
Dopo una lite violenta, lui si pente e cerca di farsi perdonare, rimandando i suoi impegni e offrendosi di dividere la colazione nella terrazza panoramica posta all'ultimo piano del condominio. Lei apprezza le scuse, ma quando lui fa un salto nell'appartamento sottostante pregandola di attenderlo, lei si sporge dal parapetto e, con serenità e naturalezza, si getta di sotto.

## Produzione
Il titolo fa riferimento al dialogo iniziale fra il protagonista e il suo amico che gli parla di una ragazza andata a Stoccolma e che lui, innamorato, probabilmente andrà a raggiungere, ed è solo vagamente allusivo alla situazione poi si instaurerà tra i due ragazzi al centro della vicenda amorosa del film.
Da notare che tutti i protagonisti della pellicola non hanno un nome proprio. Solo a serata inoltrata lui accetta si svelare a lei il suo, Bartolo, che non ci teneva a dire in quanto ritenuto ridicolo.

## Riconoscimenti
- 2014 – Premio Goya
  - Miglior attore rivelazione a Javier Pereira[1]
  - Candidatura per la Migliore attrice protagonista a Aura Garrido[2]
  - Candidatura come Miglior regista esordiente a Rodrigo Sorogoyen